# Élan béarnais Pau-Lacq-Orthez
L'Élan Béarnais Pau-Lacq-Orthez è una squadra di pallacanestro francese di Pau, militante nel Pro A, massima divisione maschile del campionato francese.

## Storia
Fondato nel 1909 (ma nel 1931 la sezione cestistica), è uno dei club più importanti di Francia, avendo vinto numerosi trofei, compresa una Coppa Korać. Disputa le partite casalinghe al Palais des Sports di Pau. Noto in precedenza come Pau-Orthez, ha assunto l'attuale denominazione nel 2008.

## Roster 2021-2022
Aggiornato al 30 settembre 2021.
|    | Naz.                                           | Ruolo | Sportivo              | Anno | Alt. | Peso |  |
| -- | ---------------------------------------------- | ----- | --------------------- | ---- | ---- | ---- |  |
| 1  | Stati Uniti (bandiera)                         | P     | Justin Bibbins        | 1996 | 173  | 68   |  |
| 3  | Stati Uniti (bandiera)                         | P     | Brandon Jefferson     | 1991 | 175  | 79   |  |
| 7  | Rep. del Congo (bandiera) · Francia (bandiera) | AP    | Giovan Oniangue       | 1991 | 197  | 101  |  |
| 9  | Francia (bandiera)                             | AP    | Jérémy Leloup         | 1987 | 202  | 98   |  |
| 11 | Francia (bandiera)                             | P     | Gérald Ayayi          | 2001 | 188  | 84   |  |
| 15 | Slovenia (bandiera)                            | GA    | Gregor Hrovat         | 1994 | 196  | 87   |  |
| 17 | Francia (bandiera)                             | AP    | Marc-Olivier Lasserre | 2002 | 198  |      |  |
| 21 | Stati Uniti (bandiera)                         | AG    | Dominique Archie      | 1987 | 201  | 102  |  |
| 23 | Zimbabwe (bandiera)                            | C     | Vitalis Chikoko       | 1991 | 208  | 94   |  |
| 55 | Senegal (bandiera)                             | C     | Hamady N'Diaye        | 1987 | 213  | 107  |  |

### Staff tecnico
- Allenatore:  Éric Bartecheky
- Assistenti:  Jimmy Vérove

## Palmarès

### Titoli nazionali
- Campionato francese: 9

1985-1986, 1986-1987, 1991-1992, 1995-1996, 1997-1998, 1998-1999, 2000-2001, 2002-2003, 2003-2004
- Coppa di Francia: 4

2002, 2003, 2007, 2022
- Match des Champions: 1

2007
- Tournoi des As: 3

1991, 1992, 1993
- Semaine des As: 1

2003

### Titoli europei
- Coppa Korać: 1

1983-84